# Siyani Chambers
Siyani Chambers (Filadelfia, Pensilvania, 14 de diciembre de 1993) es un baloncestista estadounidense que pertenece a la plantilla del ADA Blois Basket 41 de la Pro B. la segunda división de Francia. Con 1,83 metros de estatura, juega en la posición de base. 

## Trayectoria deportiva

### Universidad
Jugó cuatro temporadas con los Crimson de la Universidad de Harvard, en las que promedió 10,8 puntos, 2,5 rebotes, 5,1 asistencias y 1,4 robos de balón por partido. En su primera temporada fue elegido rookie del año de la Ivy League, mientras que en sus cuatro temporadas fue incluido en los mejores quintetos de la conferencia, en el primero en 2013 y 2017, y en el segundo en 2014 y 2015. Acabó su carrera como el segundo máximo asistente de su universidad, con 605 pases de canasta.

### Profesional
Tras no ser elegido en el Draft de la NBA de 2017, firmó su primer contrato profesional con el Raiffeisen Flyers Wels de la OBL austriaca, donde jugó una temporada en la que promedió 14,9 puntos y 5,3 asistencias por partido.
En agosto de 2018 firmó contrato con los Gießen 46ers de la Basketball Bundesliga alemana.